# Melanoplus madeleineae
Criquet des îles de la Madeleine
Espèce
Statut de conservation UICN

 EN  : En danger
Melanoplus madeleineae, communément appelé le Criquet des îles de la Madeleine, est une espèce de criquets, endémique des îles principales de l'archipel des îles de la Madeleine, au Québec, Canada. Il est étroitement apparenté et possiblement dérivé du criquet boréal, très présent sur le continent nord-américain, et ne s'en distingue que par une taille plus grande, 21 à 29 mm, et la couleur de son fémur postérieur, qui est pourpre à l'intérieur et uniformément noir à l'extérieur.
On le retrouve principalement dans les prés maritimes herbeux ou à carex ou les prairies herbeuses en pente.
Il éclot au printemps et traverse cinq stades sous forme de nymphe avant d'atteindre sa forme adulte vers la mi-juillet. La reproduction a lieu fin septembre ou octobre et la ponte s'effectue généralement dans un sol mou et nu. Les œufs semblent pouvoir demeurer en diapause sur deux hivers. Ses habitudes alimentaires sont inconnues.
Il est classé « en danger » en raison de son habitat restreint et de l'insuffisance de données techniques sur ses populations.